# Мирјана Драгичевић
Мирјана Драгичевић (Сарајево, 10. септембар 1983 — Доња Биоча (Илијаш), 28. децембар 1992) жртва је злочина муслиманских ратних јединица Армије РБиХ, које су 28. децембра 1992. године упале у њено село, Доњу Биочу сарајевске општине Илијаш, и ту извршиле злочине. У моменту убиства, Мирјана Драгичевић је имала само 9 година. Једна је од првих жртава муџахедина у БиХ.

## Злочин
Мирјанина мајка Рада Драгичевић рођена је и одрасла у селу Доња Биоча у близини Илијаша. Након удаје за Ненада Драгичевића одлази из села, али се 1984. године поново враћа у породичну кућу са двоје малољетне дјеце гдје је живјела и радила све до почетка ратних сукоба. У зору, 28. децембра 1992. године, припадници тзв. Армије БиХ су успјели да заузму положаје које је држала ВРС и да заузму село Горња Биоча, а затим да уђу у небрањено село Доња Биоча. Чланове породице Драгичевић, који су се задесили у кући, пробудила је пуцњава. У неколико наврата покушали су да изађу из куће, али нису успјели. Радина мајка и тетка су успјеле да изађу, али су рањене. Рада је остала сама са дјецом у кући и покушала је поново да изађе, али су се на вратима породичне куће појавила три војника, двојица црнаца са бијелим тракама око чела и један бијелац. Они су од Раде узели Мирјану и одгурали их у све у кухињу. Мирјанин брат Јанко је побјегао у собу и сакрио се испод кревета, а додатно га је сакрило и ћебе које је за њим пало. Непријатељски војници нису улазили у ту собу. Извана су допирали пуцњи и детонације.
Моја ћерка је била у црвеној тренерци, ја сам је обукла. Широка је тренерка била. Њу кад су ухватили, одвојили од мене, она је вриштала, плакала. Кад су пошли да је скидају, вриштала је. Плакала. Ја јој нисам могла помоћи. Звала ме: „Мама, мама!“ Нисам јој могла помоћи, они су ме држали. Тај први кад је силовао, није била... овај, била је свјесна. Али се касније није чула, изгубила се вјероватно, кад су ова двојица... Касније се ништа није чула, нити је плакала, нити ме звала, ништа. Само је нако лежала на поду. Кад су то завршили, онда су пуцали у њу, па у мене.— Рада Драгичевић, Документарни филм, Савез Логораша Републике Српске, Мирјана, Сњежан Лаловић, 2005.
Непријатељски војници су их оставили сматрајући да су мртве. Недуго након тога село ослобађају припадници ВРС. Рањене су одмах транспортовали у најближе здравствене установе. Тако је Рада прво пребачена у Дом здравља у Илијашу гдје јој је указана основна медицинска помоћ, потом је пребачена у општу болницу „Жица Блажуј“ на Илиџи гдје су јој саниране ране по ногама и у предјелу стомака. Са Илиџе је, због тежине повреда, пребачена у Војну болницу „Коран“, одакле је хеликоптером пребачена за Београд гдје се лијечила шест мјесеци.
Мирјану су сахранили баба и дједа на гробљу у Илијашу. Након опоравка Рада се враћа у Доњу Биочу, у родну кућу коју напуштају након потписивања Дејтонског споразума, односно након егзодуса Срба са територија које су овим мировним споразумом припале муслиманско-хрватској Федерацији. Тада са породицом напушта кућу и одлази у Милиће, па у Дервенту да би се на крају настанила у Хан Пијеску. На напуштено породично огњиште вратила се свега пар пута: Тешко ми је кад то све видим. Ту се никада не бих вратила да живим. Ту гдје су ми то урадили дјетету.
Због лоше материјалне ситуације Рада је повремено одлазила на Мирјанин гроб: Ја кад дођем овдје на гроб, ја се растеретим. Буде ми лакше у плућима. Исплачем се и осјећам да сам исто са њом. Јер кад дођем ја причам. Тешко. Исто је тешко и кад одлазим, опет је оставим саму ту. Са гробља у Илијашу тијело Мирјане Драгичевић је 5. септембра 2005. године ексхумирано и сахрањено на Српском Војничком спомен-гробљу „Мали Зејтинлик“ на Соколцу. Рада Драгичевић је тек након тринаест година први пут проговорила о трагедији коју је доживјела. Центар јавне безбједности Источно Сарајево је Тужилаштву БиХ јула 2005. године поднио извештај против 11 лица која се терете за кривично дјело ратног злочина у селу Доња Биоча, општина Илијаш. Осморица осумњичених терете се по командној одговорности, док се преостала тројица сумњиче као непосредни извршиоци кривичног дјела ратног злочина. До данас нико није одговарао.

## Документарни филм
Удружење филмских радника „Византија“ са Пала, је 2005. године снимило документарни филм о злочину над малом Мирјаном Драгичевић. Филм је приказан у Србији и Републици Српској, као и на неколико фестивала у свету.